# Райнгард Гефнер
Райнгард Гефнер (нім. Reinhard Häfner, 2 лютого 1952, Зоннеберг — 24 жовтня 2016, Дрезден) — східнонімецький футболіст, що грав на позиції півзахисника. По завершенні ігрової кар'єри — тренер.
Виступав, зокрема, за клуб «Динамо» (Дрезден), а також національну збірну НДР. У складі збірної — олімпійський чемпіон.

## Клубна кар'єра
Народився 2 лютого 1952 року в місті Зоннеберг. Вихованець юнацької команди «Мотор» зі свого рідного міста Зоннеберг. У 1968 році Гефнер потрапив до академії «Рот Вайса» (Ерфурт), де в сезоні 1970/71 дебютував на дорослому рівні в матчі Оберліги НДР проти східноберлінського «Уніона» (1:4). Всього в своєму першому сезоні взяв участь в 25 матчах з 26 зіграних командою, а його клуб вилетів до другого дивізіону.
1971 року перейшов до клубу «Динамо» (Дрезден), за який відіграв 17 сезонів. Більшість часу, проведеного у складі дрезденського «Динамо», був основним гравцем команди. У складі «Динамо» зіграв 366 матчів у вищому дивізіоні східній Німеччині, і за цей час виграв чотири чемпіонські титули і чотири Кубка НДР. У складі динамівців взяв участь в 64 матчах європейських кубкових турнірів. За кількістю зіграних матчів за «Динамо» в чемпіонатах, Гефнер посів друге місце в історії клубу, поступаючись лише Гансу-Юргену Дернеру, який провів 400 ігор. Завершив професійну кар'єру футболіста виступами за команду «Динамо» (Дрезден) у 1988 році.

## Виступи за збірну
У 1970 році виступав за юнацьку збірну НДР, з якою того року виграв юнацький турнір УЄФА у Шотландії.
18 вересня 1971 року дебютував в офіційних матчах у складі національної збірної НДР вийшовши на заміну на 55-й хвилині замість Хеннінга Френцеля в товариській грі проти Мексики (1:1).
Брав участь у двох Олімпійських Іграх, в 1972 році, де збірна НДР виграла бронзу, і в 1976 році, коли східнонімецькі футболісти стали олімпійськими чемпіонами. У фінальному матчі турніру 1976 року Гефнер забив один з голів у ворота збірної Польщі, встановивши остаточний рахунок — 3:1.
Останній матч за збірну зіграв 12 вересня 1984 року проти Греції (1:0). Загалом протягом кар'єри у національній команді, яка тривала 14 років, провів у її формі 54 матчі, забивши 4 голи.

## Кар'єра тренера
Отримав тренерський диплом ще в 1981 році, Гефнер після завершення кар'єри гравця залишився у «Динамо» (Дрезден), ставши помічником головного тренера під керівництвом Едуарда Гаєра. Коли в квітні 1990 року Гаєра звільнили, Гефнер обійняв посаду головного тренера і привів «Динамо» до їх останнього чемпіонського титулу в НДР. Через тиждень, після фінальної перемоги над «Шверіном» (2:1), Гефнер виграв і останній для клубу кубок НДР, зробивши таким чином «золотий дубль».
У своєму єдиному повноцінному сезоні 1990/91 Гефнер був змушений тренувати команду, яку покинули її лідери, в тому числі Ульф Кірстен і Маттіас Заммер, тим не менш команда виступила досить вдало, ставши віце-чемпіоном НДР і кваліфікувалася на наступний сезон в Бундеслігу об'єднаної Німеччині.
Влітку 1993 року Гефнер очолив «Хемніцер». Тренер зміг утримати клуб у Другій Бундеслізі протягом двох років, але у третьому сезоні результати були гіршими і навесні 1996 року, коли клубу загрожував виліт, Гефнера звільнили за чотири тури до кінця сезону, після чого команда все одно вилетіла до нижчого дивізіону.
Надалі недовго тренував аматорські команди «Зоннеберг» та «Ерфурт-Норд», а у липні 2000 року очолив «Галлешер», який саме вийшов до Оберліги Нордост і працював до травня 2002 року. Пізніше Гефнер страждав від алкогольної залежності та депресії та пройшов реабілітацію.
У 2009 році Хефнер став тренером клубу восьмого дивізіону «Грюн-Вайс» з Лангенайхштадта, а з літа 2011 року він був тренером клубу «Радебойль», який виступав у чемпіонаті Мейсена.
Після тривалої хвороби Рейнгард Гефнер помер 24 жовтня 2016 року від раку у місті Дрезден.

## Титули і досягнення

### Як гравця
- Чемпіон НДР (4): 1973, 1976, 1977, 1978
- Володар кубка НДР (4): 1977, 1982, 1984, 1985
- Чемпіон Європи (U-18): 1970
- Олімпійський чемпіон: 1976
- Бронзовий олімпійський призер: 1972

### Як тренера
- Чемпіон НДР (1): 1990
- Володар кубка НДР (1): 1990